# 20 Lyncis
20 Lyncis är en gulvit stjärna av spektralklass F0 i stjärnbilden Lodjuret. Stjärnan har visuell magnitud +7,49 och är således inte synlig för blotta ögat.